# Kloster St. Gallenberg

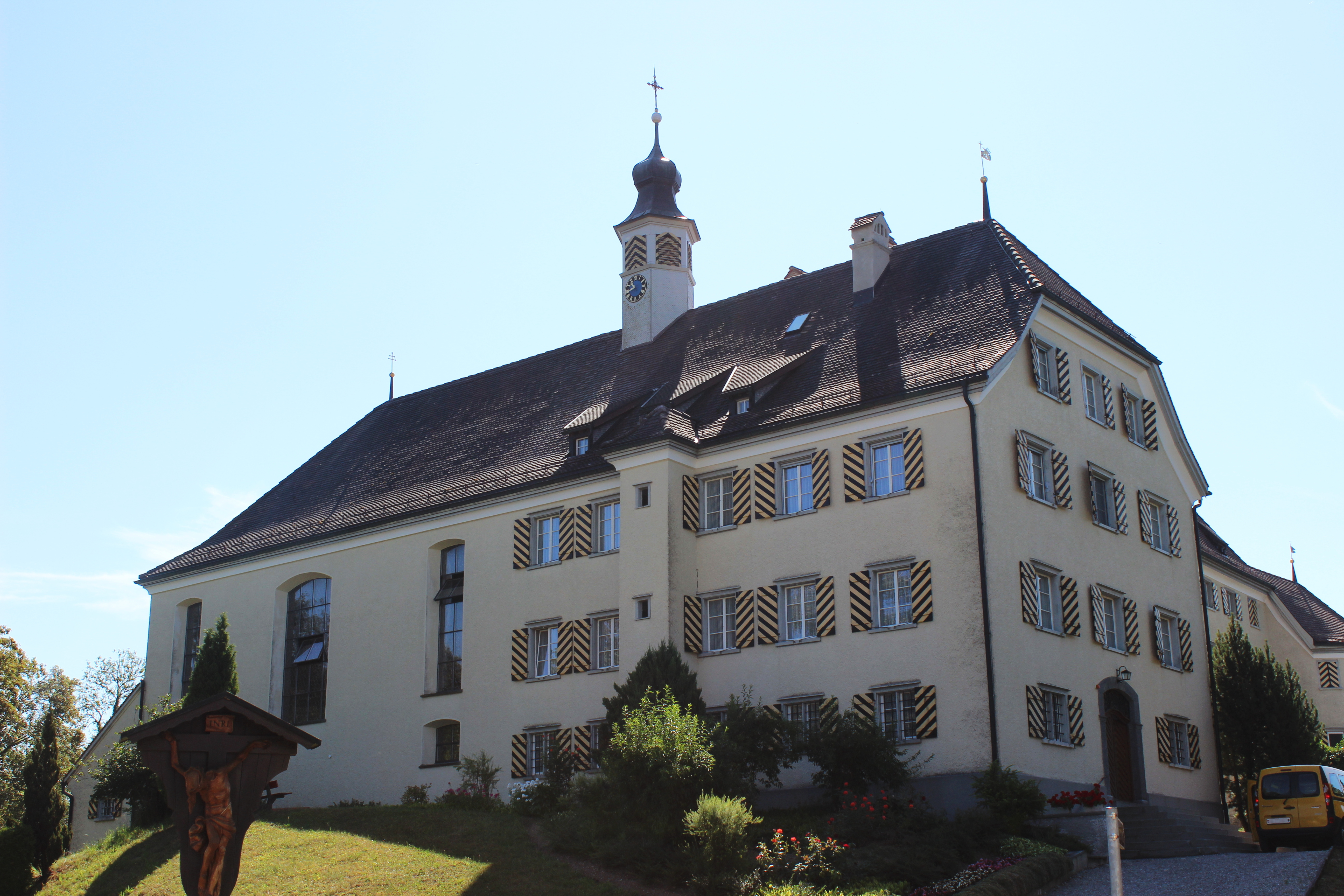
Kloster St. Gallenberg

Das Kloster St. Gallenberg ist ein Benediktinerinnenkloster bei Oberbüren in der Schweiz. Es ist Mitglied der Schweizerischen Benediktinerinnenföderation. 
Das Kloster entstand aus Erwerbung der Burg Glattburg aus dem Besitz der Schenk von Glattburg durch das Kloster St. Gallen. Diese erfolgte 1648 vom Landvogt Rudolf Reding, der es 1628 gekauft hatte. 1754 gründete der damalige Ortspfarrer Josef Helg einen „Verein frommer Jungfrauen“ zum Zweck der Ewigen Anbetung. Lebensfähig wurde die Gemeinschaft, als sich das Kloster St. Gallen ihrer annahm. Fürstabt Cölestin Gugger von Staudach übergab ihr 1760 die Regel des hl. Benedikt mit der Bedingung, die Ewige Anbetung beizubehalten. Fürstabt Beda Angehrn schenkte es 1781 den Klosterfrauen von Libingen zur Verwendung. Das Kloster wurde 1984 zur Abtei erhoben. Äbtissin ist seit 2013 Ancilla Zahner.
Nach der Auflösung des Benediktinerinnenklosters der Hl. Wiborada zu St. Georgen 1834 wurden aus dessen Eigentum wertvolle Reliquien nach Glattburg verbracht, so insbesondere eine Reliquienbüste der Heiligen.